# Acaronychus
Acaronychus – rodzaj roztoczy z kohorty mechowców i rodziny Acaronychidae.
Rodzaj ten został opisany w 1932 roku przez François Grandjean. Gatunkiem typowym wyznaczono A. traegardhi.
Mechowce te pozbawione są tarczy prodorsalnej i fałszywej lamelli. Wśród szczecin notogastralnych niektóre są wyraźnie grubsze od innych.
Rodzaj znany z Brazylii, Galapagos, Kaukazu, Chin, wschodniej Palearktyki, rejonu śródziemnomorskiego i Stanów Zjednoczonych
Należą tu 3 opisane gatunki:
- Acaronychus grandjeani Lange, 1975
- Acaronychus proximus Schubart, 1968
- Acaronychus traegardhi Grandjean, 1932